# Colibrí magnífic
El colibrí magnífic (Eugenes fulgens) és un colibrí el rang del qual de distribució s'estén des de les muntanyes del sud-oest dels Estats Units fins a l'oest de Panamà. És l'únic membre del gènere Eugenes (Gould, 1856).

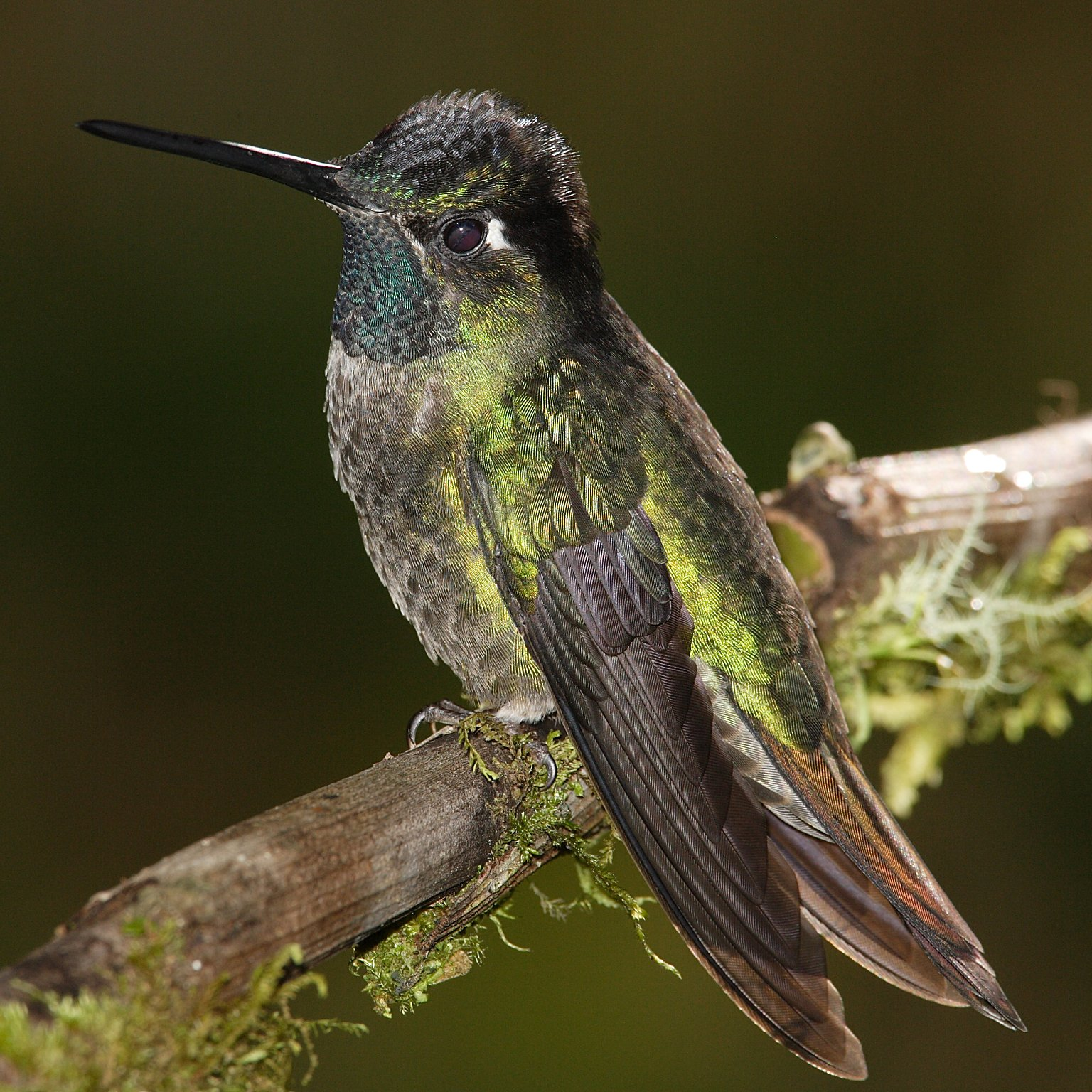
Exemplar mascle d'un colibrí magnífic.

Mesura 13 cm de llarg. El mascle pesa 10 g i la femella 8.5 g. El bec és negre, llarg i lleugerament corbat. Tots dos sexes llueixen de color fosc tret que la llum del sol capti la iridescència i els brillants colors del plomatge.
La femella s'encarrega completament de la construcció del niu i de la incubació. El niu és una tassa voluminosa localitzada a prop de 3 m del sòl i la niuada consta de dos ous blancs. La incubació dura de 15 a 19 dies i els pollets triguen d'uns 20 a 26 dies a començar a volar.
Aquesta espècie s'alimenta de nèctar, que aconsegueixen d'una àmplia varietat de flors, i petits insectes. El mascle es posa en un lloc visible i defensa els seus territoris d'alimentació agressivament. L'anomenat de l'espècie és un drrrk gutural.